# Giorgio Lamberti
Giorgio Lamberti (* 28. Januar 1969 in Brescia) ist ein ehemaliger italienischer Schwimmer, der für seinen Heimatverein Brixia Leonessa Nuoto schwamm.
Mit sechs Jahren begann er zur Kräftigung seines Körpers mit dem Schwimmen. Im Alter von 17 Jahren wurde er dann zum ersten Mal italienischer Meister. Seinen ersten großen internationalen Auftritt hatte er bei den Europameisterschaften 1987 in Straßburg, als er über 200 Meter Freistil die Silbermedaille gewann. Zwei Jahre später wurde er bei den Europameisterschaften 1989 in Bonn Europameister über 100 und 200 Meter Freistil sowie mit der italienischen Staffel über 4 × 200 Meter Freistil. Über 200 Meter Freistil stellte er zugleich einen neuen Weltrekord auf, der zehn Jahre Bestand haben sollte. 1991 wurde er dann bei den Schwimmweltmeisterschaften in Perth über 200 Meter Freistil Weltmeister. Bei Olympischen Spielen konnte er hingegen keine Medaille gewinnen.
1989 wurde er von der La Gazzetta dello Sport zu Italiens Sportler des Jahres und außerdem zu Europas Schwimmer des Jahres gewählt. 1993 beendete Lamberti seine Karriere als Schwimmer. Im Jahr 2004 wurde er in die Ruhmeshalle des internationalen Schwimmsports aufgenommen.